# NHK Trophy 2013
NHK Trophy 2013 – czwarte w kolejności zawody łyżwiarstwa figurowego z cyklu Grand Prix 2013/2014. Zawody rozgrywano od 8 do 10 listopada 2013 roku w hali Yoyogi National Gymnasium w Tokio. 
Wśród solistów triumfował reprezentant gospodarzy Daisuke Takahashi, natomiast w rywalizacji solistek jego rodaczka Mao Asada. W konkurencji par sportowych złoty medal zdobyli Rosjanie  Tetiana Wołosożar i Maksim Trańkow. W parach tanecznych triumfowali Amerykanie Meryl Davis i Charlie White.

## Wyniki

### Soliści

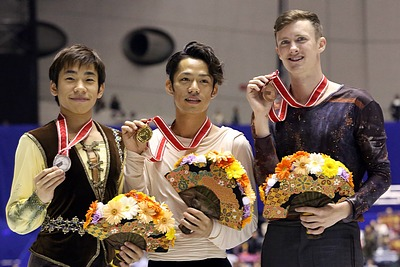
Medaliści w konkurencji solistów, od lewej Nobunari Oda (JPN), Daisuke Takahashi (JPN), Jeremy Abbott (USA)

| Poz. | Zawodnik            | Nota łączna | SP | SP    | FS | FS     |
| ---- | ------------------- | ----------- | -- | ----- | -- | ------ |
| 1    | Daisuke Takahashi   | 268,31      | 1  | 95,55 | 1  | 172,76 |
| 2    | Nobunari Oda        | 253,16      | 3  | 82,70 | 2  | 170,46 |
| 3    | Jeremy Abbott       | 237,41      | 7  | 78,78 | 3  | 158,63 |
| 4    | Adam Rippon         | 233,71      | 4  | 82,25 | 4  | 151,46 |
| 5    | Javier Fernández    | 230,45      | 2  | 84,78 | 8  | 145,67 |
| 6    | Takahito Mura       | 227,22      | 5  | 79,97 | 6  | 147,25 |
| 7    | Max Aaron           | 223,35      | 8  | 76,21 | 7  | 147,14 |
| 8    | Konstantin Mieńszow | 221,32      | 9  | 73,57 | 5  | 147,75 |
| 9    | Siergiej Woronow    | 221,18      | 6  | 79,80 | 9  | 141,38 |

### Solistki

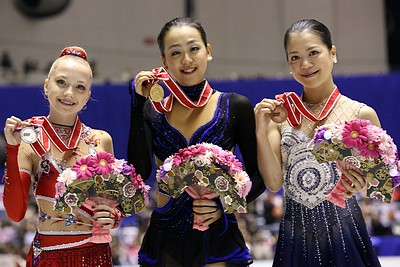
Medalistki w konkurencji solistek, od lewej Jelena Radionowa (RUS), Mao Asada (JPN), Akiko Suzuki (JPN)

| Poz. | Zawodniczka          | Nota łączna | SP | SP    | FS | FS     |
| ---- | -------------------- | ----------- | -- | ----- | -- | ------ |
| 1    | Mao Asada            | 207,59      | 1  | 71,26 | 1  | 136,33 |
| 2    | Jelena Radionowa     | 191,81      | 3  | 62,83 | 2  | 128,98 |
| 3    | Akiko Suzuki         | 179,32      | 2  | 66,03 | 4  | 113,29 |
| 4    | Gracie Gold          | 177,81      | 4  | 62,83 | 3  | 114,98 |
| 5    | Satoko Miyahara      | 170,21      | 6  | 58,39 | 5  | 111,82 |
| 6    | Valentina Marchei    | 168,95      | 5  | 61,90 | 6  | 107,05 |
| 7    | Alona Leonowa        | 161,94      | 7  | 55,86 | 7  | 106,08 |
| 8    | Mirai Nagasu         | 141,71      | 8  | 51,01 | 8  | 90,70  |
| 9    | Elene Gedewaniszwili | 129,24      | 9  | 45,14 | 9  | 84,10  |

### Pary sportowe

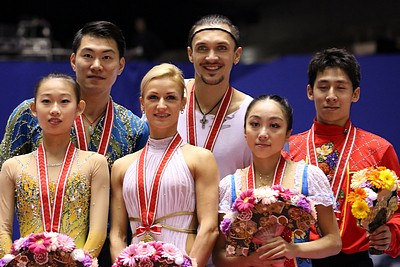
Medaliści w parach sportowych, od lewej Cheng / Zhang (CHN), Wołosożar / Trańkow (RUS), Sui / Cong (CHN)

| Poz. | Zawodnicy                                  | Nota łączna | SP | SP    | FS | FS     |
| ---- | ------------------------------------------ | ----------- | -- | ----- | -- | ------ |
| 1    | Tetiana Wołosożar / Maksim Trańkow         | 236,49      | 1  | 82,03 | 1  | 154,46 |
| 2    | Peng Cheng / Zhang Hao                     | 182,18      | 3  | 65,09 | 2  | 117,09 |
| 3    | Sui Wenjing / Han Cong                     | 171,32      | 2  | 70,13 | 5  | 101,19 |
| 4    | Marissa Castelli / Simon Shnapir           | 168,89      | 5  | 58,60 | 3  | 110,29 |
| 5    | Haven Denney / Brandon Frazier             | 167,85      | 4  | 58,67 | 4  | 109,18 |
| 6    | Paige Lawrence / Rudi Swiegers             | 153,55      | 6  | 52,78 | 6  | 100,77 |
| 7    | Anastasija Martiuszewa / Aleksiej Riogonow | 145,37      | 8  | 48,97 | 7  | 96,40  |
| 8    | Narumi Takahashi / Ryuichi Kihara          | 136,13      | 7  | 49,54 | 8  | 86,59  |

### Pary taneczne

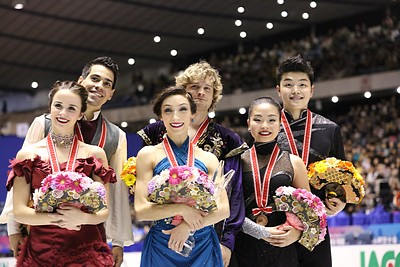
Medaliści w parach tanecznych, od lewej Cappellini / Lanotte (ITA), Davis / White (USA), Shibutani / Shibutani (USA)

| Poz. | Zawodnicy                             | Nota łączna | SD | SD    | FD | FD     |
| ---- | ------------------------------------- | ----------- | -- | ----- | -- | ------ |
| 1    | Meryl Davis / Charlie White           | 186,65      | 1  | 73,70 | 1  | 112,95 |
| 2    | Anna Cappellini / Luca Lanotte        | 160,06      | 2  | 64,58 | 2  | 95,48  |
| 3    | Maia Shibutani / Alex Shibutani       | 157,58      | 3  | 63,09 | 3  | 94,49  |
| 4    | Jelena Iljinych / Nikita Kacałapow    | 155,37      | 4  | 61,35 | 4  | 94,02  |
| 5    | Piper Gilles / Paul Poirier           | 144,07      | 5  | 55,20 | 5  | 88,87  |
| 6    | Cathy Reed / Chris Reed               | 133,76      | 7  | 51,91 | 6  | 81,85  |
| 7    | Tanja Kolbe / Stefano Caruso          | 130,51      | 6  | 52,39 | 8  | 78,12  |
| 8    | Wiktorija Sinicyna / Rusłan Żyganszyn | 124,23      | 8  | 44,34 | 7  | 79,89  |